# رودني آكلاند
رودني آكلاند (بالإنجليزية: Rodney Ackland)‏ هو كاتب مسرحي وممثل إنجليزي، ولد في إسكس عام 1908. تلقى تعليمه في إنجلترا. في عام 1952 تزوج من ماري لونسديل، ابنة الكاتب فريديريك لونسديل، وتوفيت في عام 1972.

## مؤلفاته المسرحية
- الجريمة والعقاب (1945)
- مفكرة وغد (1949)
- سرّ ميت (1957)

- رودني آكلاند على موقع IMDb (الإنجليزية)
- رودني آكلاند على موقع ألو سيني (الفرنسية)
- رودني آكلاند على موقع أول موفي (الإنجليزية)
- رودني آكلاند على موقع قاعدة بيانات برودواي على الإنترنت (الإنجليزية)
- رودني آكلاند على موقع قاعدة بيانات الأفلام السويدية (السويدية)
- رودني آكلاند على موقع قاعدة بيانات الفيلم (الإنجليزية)
- رودني آكلاند على موقع كينوبويسك (الروسية)

1. ↑   http://www.cssd.ac.uk/content/high-profile-alumni. {{استشهاد ويب}}: |url= بحاجة لعنوان (مساعدة) والوسيط |title= غير موجود أو فارغ (من ويكي بيانات) (مساعدة)
2. ↑  The Penguin Dictionary of the Theatre 1966, by JOHN RUSSELL TAYLOR